# Леја Органа
Леја Органа Соло, принцеза Алдерана, принцеза Набуа (рођена Леја Амидала Скајвокер) је измишљени лик из серијала Ратови звезда. Улогу принцезе Леје имала је америчка глумица Кери Фишер и први пут се појавила у филму Ратови звезда Епизода IV: Нова нада (1977). Након тога имала је једну од главних улога у преостала два филма из оригиналне трилогије, Империја узвраћа ударац и Повратак џедаја, као и камео улогу у Освети сита из серијала преднаставака и Одметнику 1, чија је радња смештена између 3. и 4. дела. Поново се вратила у главну улогу у серијалу наставака, у филмовима Буђење силе, Последњи џедаји и Успон Скајвокера.
Вивијен Лира Блер је тумачила улогу 10-огодишње Леје у серији Оби-Ван Кеноби (2022).

## Филмови

### Звездани ратови — епизода III: Освета сита
На крају филма приказана је сцена Лејиног рођења. Њена мајка, краљица Падме Амидала рађа прво Лејиног старијег брата близанца, Лука, а потом и Леју. Након што узме децу у наручје и додели им имена, Падме умире из непознатог разлога, а пошто је Анакин Скајвокер, Лејин и Луков отац, прешао на тамну страну уз императора Палпатина и постао Дарт Вејдер, Оби-Ван Кеноби и учитељ Јода одлучују да сакрију Лука и Леју од Вејдера и дају их различитим породицама. Оби-Ван односи Лука на родну планету његовог оца, Татуин и предаје га његовим рођацима, док Леју усвајају сенатор Органа и његова супруга.

### Одметник 1: прича Ратова звезда
Непосредно пре догађаја из 4. епизоде, сенаторка Мон Мотма, наговара Лејиног оца, Бејла Органу да ступи у контакт са својим пријатељем џедајем, Оби-Ван Кенобијем, јер ће им бити неопходна свака помоћ у борби против галактичке империје. Мотма му посебно напомиње да мора послати неког у кога има неограничено поверење, на шта јој Бејл одговара да би њој (Леји) и живот поверио. Тако је Леја кренула на тајну мисију да доведе Оби-Ван Кенобија на Алдерон. Њена пратња био је капетан Антилис, а адмирал Радас је са својом флотом требало да јој обезбеди да безбедно стигне до Татуина. Међутим, пошто је у међувремену Џин Ерсо отишла са групом побуњеника на Скариф да украде планове за Звезду смрти адмирал Радас је одлучио да преусмери своју флоту тамо и да помогне побуњеницима у крађи планова, те се Леја изненада нашла у бици за Скариф и њен брод је био одговаран за уништење 2 звездана разарача галактичке империје чиме је пробијен штит који је онемогућавао Радасову крстарицу да прими планове Звезде смрти, које му Џин шаље са Скарифа.
Убрзо након што су дошли до планова Радасова крстарица је нападнута и уништена, а Лејин брод је у последњем тренутку побегао од Дарт Вејдера са плановима Звезде смрти. Леја се појављује у последњој сцени када јој капетан Антилис доноси планове и каже: „Ваше височанство, ово су подаци до којих смо дошли. Шта нам то шаљу?”, на шта му Леја одговара: „Наду.”
Иако се појављује само на пар секунди и изговори само једну реч, Лејино појављивање је донело велики плус филму и изазвало велико одушевљење фанова, и поред тога што је коришћена CGI технологија да се поново створи лик младе Кери Фишер.

### Звездани ратови — епизода IV: Нова нада
Принцеза Леја је успела да украде податке Звезде смрти и сада покушава да побегне кући док је звездани разарачи галактичке империје јуре. Када схвати да неће успети да побегне, Леја предаје податке и једину наду за спас од империје, дроидима Арту Дитуу и Си Трипију. Они успевају да напусте брод и слећу на Татуин, где их купује Лук Скајвокер. Арту Диту одлази да пронађе Оби-Ван Кенобија што на крају и успева. Када Оби-Ван види Лејину поруку одмах креће на пут да одведе дроиде на Алдерон где ће Лејин отац обрадити податке Звезде смрти.
У међувремену Леја сведочи уништењу своје родне планете, Алдерона од стране галактичке империје. Луков дом је такође уништен, а његови стриц и стрина код којих је живео су убијени, те он одлучује да помогне Оби-Ван Кенобију. Њих двојица склапају договор са Хан Солом и Чубаком да их одвезу до Алдерона. Убрзо ће схватити да је Алдерон уништен и они грешком слећу на Звезду смрти. Арту Диту и Си Трипио лоцирају Леју која је осуђена на смрт, па Хан, Лук и Чубака одлазе да је спасу док Оби-Ван одлази да се обрачуна са Дарт Вејдером. Пошто спасилачка мисија почне да се одвија непредвиђеним током, Леја је приморана да се укључи у акцију и након што убије неколико јуришника успева да дође до Хановог брода - Миленијумског орла, али уз жртву Оби-Ван Кенобија. Док Лук и Хан пуцају на нападачке бродове империје, Леја и Чубака управљају бродом и уз доста муке успевају да стигну до побуњеничке базе на Јавину. Крстарице империје их прате, све заједно са Звездом смрти и спремају се да униште побуњеничку базу. Међутим, пошто је Леја обавила своју мисију успешно до краја и донела планове Звезде смрти побуњеницима они организују напад и коначно Лук Скајвокер погађа реактор, што изазива ланчану реакцију и уништи целу Звезду смрти.
У знак захвалности, Леја испред побуњеничке алијансе уручује Луку и Хану медаље чиме прослављају велику победу над галактичком империјом.

### Звездани ратови — епизода V: Империја узвраћа ударац
Иако је Звезда смрти уништена, галактичка империја је и даље далеко моћнија од алијансе за обнову републике, на чијем челу се између осталих налази и принцеза Леја. Због тога, побуњеничка алијанса је своју базу тајно преместила на снежну планину Хот, скривајући се од империје. Међутим када када империја дозна локацију побуњеника усмериће све своје снаге на Хот, где ће доћи до велике битке и покушаја побуњеника да се евакуишу. Леја је с чином команданта била једна од 4 лидера побуњеничке алијансе. У њеном тиму су се између осталих налазили и Хан Соло и Лук Скајвокер.
Заједно са Ханом, Чубаком и Си Трипиом, Леја се укрца на Миленијумског орла и успева да побегне војницима империје. Тада Леја започиње своју љубавну везу с Ханом. У међувремену Лук је отишао у Дегоба систем како би усавршио своје џедајске вештине код учитеља Јоде.
Прогоњени од стране војске империје, Леја и остали приморани су да пронађу привремено склониште, те одлазе код Хановог пријатеља, Ленда Калризијана у Облачни град. Иако су дочекани с топлом добродошлицом, убрзо схватају да их је Лендо издао и пред њима се појављује Дарт Вејдер, који Хана прослеђује Боби Фету, кога је унајми Џаба Хат, јер му Хан није платио дуг. Пошто је осетио да су му пријатељи у невољи, Лук одлази у Облачни град да им помогне, али губи у бици сa светлосним мачевима од Дарт Вејдера, који, након што му одсече руку, открива да му је заправо он отац. У међувремену Лендо се покајао због тога што је издао Хана и Леју, па је одлучио да помогне Леји да побегне. Њих двоје, Чубака, Си Трипио и Арту Диту поново успевају да побегну од војника империје на Миленијумском орлу. Леја (тада из нејасног резлога) осети да је Лук у животној опасности и врати се да га спасе од сигурне смрти. Због тога бродови империје их поново сустижу и нападају, али захваљујући Арту Дитуу који поправља брзину светлости Леја и остали успевају да им поново побегну.
Након што стигну до побуњеничке базе, Леја се опрашта од Ленда и Чубаке, који одлазе да спасу Хан Сола, док она остаје с Луком који се опоравља од повреда у борби с Дарт Вејдером.

### Звездани ратови — епизода VI: Повратак џедаја
Леја, Лук, Си Трипио и Арту Диту се прикључују Ленду и Чубаки у мисији спашавања Хан Сола од Џабе Хата. Прерушена у ловца на главе, Леја с бомбом у руци уцењује Џабу и он на крају прихвата њену погодбу, те Леја добија прилику да одмрзне Хана из великог блока карбона, што на крају и успева. Ипак Џаба их убрзо разоткрива и све их осуђује на смрт. У сукобу који потом настаје, Леја лично задави Џабу, након чега се сви окупе, напусте Татуин и враћају се у побуњеничку базу.
Лидерка алијансе за обнову републике, Мон Мотма, им саопштава како империја прави Звезду смрти 2 и како ће император Палпатин лично посетити радове, што ће бити идеална шанса за његово убиство, као и уништење нове Звезде смрти пре него што радови на њој буду готови, а то би евентуално довело и до пада империје. Леја добија задатак да предводи тим војника на Ендор, где се налази штити новог оружја империје, док ће адмирал Акбар водити напад на саму Звезду смрти.
На Ендору, Лук открива Леји шокантну истину да јој је Дарт Вејдер отац, а да јој је он брат близанац. Након тога Лук, одлази на нову Звезду смрти да покуша да врати њиховог оца на светлу страну силе и обрачуна се с императором Палпатином, док Леја и Хан предводе напад на војну станицу империје коју морају уништити како би спустили штит нове Звезде смрти. Пресудну помоћ у бици за Ендор, Леја и побуњеници добијају од Евокса, који мисле да је Си Трипио њихов Бог, па он то користи да их наговори да нападну војнике империје. Захваљујући њима, Леја и Хан успевају да спусте штит нове Звезде смрти, што дају могућност адмиралу Акбару да је нападне. У међувремену Лук покушава да врати Дарт Вејдера на светлу страну силе, што коначно и успева и Вејдер убија императора Палпатина, што доводи до пада империје и повратка републике. Ипак, Вејдер (Анакин Скајвокер) је смртно рањен и умире у Луковом наручју, који успева да напусти Звезду смрти пре него што је побуњеници униште. Тада Хан каже Леји да је сигуран да Лук није био на Звезди смрти, када је експлодирала, на шта му она одговора да је и она сигурна јер може то да осети (због тога што је и она осетљива на силу као ћерка џедаја).
Оригинална трилогија се завршава венчањем Леје и Хана на Ендору, када она постаје Леја Соло. Венчању присуствују сви њихови пријатељи укључујући: Лука, Чубаку, Си Трипиа, Арту Дитуа, Ленда, многобројне Евоксе, али и духове-силе учитеља Јоде, Оби-Ван Кенобија и њиховох оца, Анакина Скајвокера.

### Звездани ратови — епизода VII: Буђење силе
30 година је прошло од догађаја из Повратка џедаја и Леји се издешавало пуно тога. С Хан Солом добила је сина Бена Сола, кога је поверила свом брату, Луку Скајвокеру, да га на најбољи начин обучи за џедаја. Након што се појави мистериозни Сноук, као вођа Првог реда, који је настао на рушевинама некадашње империје и који се спрема да уништи републику, као и слободу у галаксији, Бен се окреће на мрачну страну силе и постаје Кајло Рен. Тако се остварио Лејин највећи кошмар да јој син постане као отац, Дарт Вејдер. Приликом преласка на мрачну страну, Бен/Кајло, уништио је Луков џедајски храм и убио сву децу коју је Лук обучавао, због чега се Лук повлачи на непознату локацију и Леја губи сваку информацију о њему. Како би зауставила брз успон Првог реда, Леја се одриче своје титуле сенаторке републике и постаје генералка и лидер покрета Отпора Првом реду.
Леја шаље свог најповерљивијег пилота Поа Дамерона, да преузме мапу у коју је уцртана локација на којој се налази Лук, али ситуација се закомпликује када Поа ухвате војници Првог реда. Његов дроид Биби Ејт уз помоћ, Реј, Фина, Хана и Чубаке, успева да достави Леји мапу, али испоставља се да је то само делић целе мапе. Леја се том приликом поново састаје с Ханом Солом, с ким се разишла пре много година. Поновном окупљању нераздвојног тима присуствују и Чубака и Си Трипио, који је постао Лејин главни помоћник.
Када Први ред својим најмоћнијим оружјем, Звезданим убицом, уништи планете које чине Нову републику, Лејин покрет Отпора, остаје без подршке републичке флоте и постаје наредна мета Првог реда. Хан се заједно са Реј, Чубаком и Фином упућује на базу Звезданог убице и успева да уништи штит, што омогућава флоти Отпора да уништи главно оружје Првог реда. Међутим, у сусрету са својим сином, Хан бива убијен, што Леји веома тешко пада. У том тренутку очаја, након много година, Арту Диту се буди и показује Леји остатак мапе до Лука.
Леја испраћа Реј, Чубаку и Арту Дитуа на пут, уз наду да ће успети да наговоре Лука да се врати и помогне јој у борби против Првог реда.

### Звездани ратови — епизода VIII: Последњи џедаји
Локација базе покрета Отпора је разоткривена и док се Први ред приближава, Леја организује очајничко бекство. Када схвати да неће имати довољно времена да евакуише све побуњенике, Леја поново шаље Поа Дамерона у преговоре с Првим редом како би добили на времену. По одуговлачи разговор са генералом Хаксом, а у међувремену Леја успева да евакуише и последњи брод покрета Отпора. Међутим, након извршеног наређења По одбија да послуша Лејина даља наређења, да се врати у базу, те изврши напад на крстарице Првог реда, што проузрокује велики број жртава на обе стране. Леја га због тога понизи пред свима, ударивши му шамар и одузевши му чин капетана.
Баш када помисле да су успели да побегну, схвате да је Први ред успео да их прати и у брзини светлости и да им не могу бежати још пуно, пошто су им залихе горива при крају. Леја повуче све штитове са предњег дела брода, на коме се и сама налазила, како би заштитила задњи део брода. Тада, накратко, доживи поновни сусрет са својим сином, Кајлом Реном, који је имао на нишану мост на ком се Леја налазила, али није могао да пуца на мајку. Међутим, уместо њега то су урадила друга два нападача и Леја заједно с целокупним руководством покрета Отпора бива избачена у свемирски вакуум.
Међутим, Леја тада по први пут употреби Силу да се заштити и повуче се назад до свог брода, на безбедно. Тиме не само да спасава свој живот, већ показује да је као ћерка Анакина Скајвокера веома осетљива на Силу. Док је била у коми, мењала ју је вицеадмиралка Амилин Холдо, која својом жртвом на крају спасава преживеле побуњенике и уништава Сноукову флоту. У међувремену Кајло Рен, убија Сноука, али и даље остаје на мрачној страни Силе. Непосредно након жртве Холдо, уследила је битка на Крејту и Леја као врховни генерал предводи покрет Отпора у покушају да се одбране од напада Првог реда док им не стигне помоћ од пријатеља и спољашњег обода.
Скрхана што нико од пријатеља не жели да им притекне у помоћ, Леја говори својим сарадницима да се искра наде угасила, али тада им у помоћ пристиже Лук. Помоћу Силе, он пројектује самог себе пред војском првог реда и даје времена Леји и покрету Отпора да побегну. Лук умире, што Леја осећа преко везе коју је одувек делила с њим и ужасно тешко јој пада. На крају филма она охрабрује Реј да имају све што им је потребно да изграде побуну и поразе Први ред.

### Звездани ратови — епизода IX: Успон Скајвокера
У овом филму, Леја наставља да предводи Покрет отпора и пружа смернице и подршку Реј, која наставља свој трениг како би постала џедај, иако је она озбиљно болесна. Леја је напустила сопствени тренинг, након што је имала визију која је предвиђала смрт њеног сина уколико би наставила. Док се Реј и Кајло Рен боре на Ендору, Леја на самрти користи своју преосталу снагу како би досегла до свог сина, што га је омело и омогућило Реј да га прободе светлосном сабљом. Леја умире док Реј лечи Кајло Рена, користећи Силу. Након кратке визије свога оца, Хана Сола, Кајло Рен напушта Први ред и опет постаје Бен Соло. Због смрти својих родитеља, он се искупљава и он жртвује свој живот како би помогао Реј да заустави стварног вођу Првог реда, императора Палпатина. Беново жртвовање дозвољава му да постане једно са Силом и Леја такође постаје једно са Силом, због искупљења свог сина. Реј се након тога враћа на имање Ларсових на Татуину и закопава светлосне сабље које су припадале Леји и Анакину Скајвокеру. Док је духови Лука и Леје посматрају, Реј у њихову част узима презиме „Скајвокер”.